# Џејсон Рајтман
Џејсон Рајтман (енгл. Jason Reitman; Квебек, 19. октобар 1977) амерички је филмски режисер, сценариста, продуцент и глумац. Отац му је био познати редитељ Ајван Рајтман.

## Биографија
Рајтман је рођен у Монтреалу, као прво од троје деце режисера Ајвана Рајтмана и Женевјев Робер. Џејсон има две млађе сестре, Кетрин и Каролину. Касних ’80 почиње да се појављује у мањим улогама и помаже као асистент продукције у очевим филмовима. Током његових двадесетих, уместо прихватања снимања комерцијалних филмова, он почиње снимати своје властите кратке филмове и режирати рекламе. Иако му је понуђена могућност да режира филм Човече, где је мој ауто? у два наврата, он је одбио.
Године 2004. оженио је сценаристкињу Мишел Ли са којом је заједно написао сценарио за кратку комедију Consent 2004. године. Прво дете су добили 2006. године.

## Филмографија
| Година | Назив филма                      | Улога у продукцији                                           |
| ------ | -------------------------------- | ------------------------------------------------------------ |
| 1998   |                                  | Режисер, сценариста, продуцент, глумац (кратки филм)         |
| 1999   |                                  | Режисер, сценариста, глумац (кратки филм)                    |
| 2000   |                                  | Режисер, сценариста, извршни продуцент, глумац (кратки филм) |
| 2001   |                                  | Режисер, сценариста (кратки филм)                            |
| 2002   |                                  | Режисер, сценариста (кратки филм)                            |
| 2004   |                                  | Режисер, косценариста (кратки филм)                          |
| 2006   |                                  | Режисер, сценариста                                          |
| 2007   | У канцеларији                    | Режисер                                                      |
| 2007   | Џуно                             | Режисер                                                      |
| 2009   | Опасна Џенифер                   | Продуцент                                                    |
| 2009   | У ваздуху                        | Режисер, сценариста                                          |
| 2009   | Режисер                          |                                                              |
| 2021   | Истеривачи духова: Наслеђе       | Режисер, сценариста                                          |
| 2024   | Истеривачи духова: Ледена претња | Сценариста, продуцент                                        |